# 라오인
라오인(라오어: ລາວ, 태국어: ลาว, 영어: Lao people)은 동남아시아에 사는 민족이다. 라오스와 태국에 분포해 있으며, 태국 안에는 이산 지역에 많이 모여 있다. 각각 라오어와 이산어를 쓰는데, 서로 같은 언어로 여겨지기도 한다. 이산 지역의 라오인은 20세기 태국 정부의 홍보로 인해 라오인이라는 이름 대신 이산인이라는 호칭을 선호한다. 라오스에서는 약 240만 명이 거주하고 과반수를 차지하며, 태국에서 그것을 크게 웃도는 인구의 라오 족이 살고 있다. 라오스의 국명에 반영되어 있는 ‘라오’라는 단어는 다른 민족을 포함 "라오스 국적 보유자 ("라오스인")"라는 의미의 ‘라오’를 의미한다.

## 역사
타이족의 일파인 라오인은 일설에 의하면 6세기 무렵 찌엔센(태국 북부 치앙라이 현)에 도달하였고, 11세기에 파야오(태국 북부 파야오 현)에 도달하게 된다. 이 중에서 파야오를 뒤로하고 메콩강 동부, 라오스에 이주한 집단이 있었다. 이것이 현재의 라오인이라는 것이다. 난 왕국 역사에도 푸카 왕국 초기에 두 명의 왕자 중 하나가 난 메콩 동해안에 이주했다는 이야기가 있어, 이것이 라오스 최초의 왕조, 란쌍 왕조가 되었다고 하는 설이 있지만, 진위 여부는 명확하지 않다.
라오인은 크메르 왕조를 물리치고 왕국을 성립시켰다. 이것이 앞에서 말한 란쌍 왕국이다. 이 란쌍 왕국은 이후 내전으로 분열되어 주변국의 군사적 침입을 받아 쇠퇴의 길에 접어들어다. 이러한 상황으로 인해 라오인의 국제적 위상은 낮아졌다. 오랫동안 현재의 라오스 지역에 영향력을 계속 유지하며, 같은 타이족인 시암인이 통치한 아유타야 왕조, 차크리 왕조의 군주는 라오인을 같은 민족으로 간주하고 있었지만, 다른 한편으로 라오인을 ‘변방인’으로 간주하고, 일종의 천대를 하게 되었다. 이러한 천대는 라오인에 시암 타이족과 다른 민족이라는 의식, 즉 일종의 민족주의를 초래했다. 이후 프랑스령 인도차이나 시대에는 베트남인이 관리로 채용되면서 라오 어에 의한 교육 및 출판 등도 허용되지 않았으며, 라오인의 문화는 퇴색하게 되었다. 이러한 문화적 억압도 라오인의 민족주의 고양을 자극하게 했다.

## 분포
라오스에는 240만명(1995년 센서스)의 라오 족이 거주하고 있으며 (또한 라오 족을 포함한 따이까다이어족 전체로는 300만명)으로, 이것은 국민의 52%를 차지한다. 한편 태국 내 라오 족은 전체 국민의 약 3분의 1을 차지하고 있다. 또한 이들은 동북 태국의 다수파이지만, 방콕 등으로 돈 벌러 나오는 경우가 많기 때문에 국내에 산재해 있다. 이 사람들은 소수 타이족과 동일화하는 경향이 있다. 라오 족은 캄보디아에도 일부가 거주하고 있으며, 베트남 전쟁과 파테트 라오(라오스 애국 전선)에 의한 내란에서 베트남으로 도피한 집단이 약 50만명이 있다.

## 언어
라오 족은 타이어 계통의 라오어를 모국어로 한다. 사용 문자는 라오 문자이다.

## 문화
코랏 분지의 외곽에 위치하고 북쪽과 동쪽이 산으로 둘러싸여 있기 때문에 비가 적고, 토양의 배수가 나빠 비가 오면 바로 범람하는 지리적 여건을 가지고 있다. 따라서 음식 문화는 매우 검소한 편이며 찹쌀에 생선을 이용한 음식이 전통적인 스타일이다. 라오스 국내의 라오 족의 요리는 프랑스 요리의 영향도 있어, 프랑스 빵도 먹을 수 있다. 종교는 소승 불교(소승 불교)이지만, 정령 신앙(애니미즘)의 영향이 강하게 나타난다.
음악에는 독특한 모람(또는 람라우)이라는 음악이 있다. 그러나 현재는 방콕에서 이산인들에 의해 생산된 물건이 주를 이루고 있다.